# XMMS2
XMMS2 (X(cross)platform Music Multiplexing System) – następca XMMS. XMMS2 został napisany całkowicie od początku. Główną różnicą jest fakt, iż XMMS2 działa na zasadzie daemona.
Sami twórcy XMMS2 mówią, iż nie jest to odtwarzacz multimedialny (nie odtwarza filmów), dlatego nie używa się rozwinięcia skrótu, który obowiązywał w XMMS.